# Lorette (dundee)
Le dundee Lorette est un voilier traditionnel de la mer du Nord construit en 1907 sur le chantier naval Hillebrandt à Ostende en Belgique.

Entretenu par la Fédération régionale pour la culture et le patrimoine maritimes (FRCPM)  il représente la Côte d'Opale lors des nombreuses manifestations maritimes et rassemblements de vieux gréements.
Il a été classé Bateau d'intérêt patrimonial (BIP) par la Fondation du patrimoine maritime et fluvial en 2015 .

## Histoire
C'était un bateau de pêche de mer du Nord destiné à un patron de Grand-Fort-Philippe. Durant trente années, il est armé, sous le nom de Notre Dame de Lorette, pour la pêche à la crevette et aux poissons plats sur les bancs de sable des Flandres et pour les campagnes de pêche au hareng en Manche et mer du Nord.
Au début de la Seconde Guerre mondiale il est mobilisé pour un transport de réfugiés vers Cherbourg. Durant l'opération Dynamo il coule devant Dunkerque lors d'un mitraillage de l'aviation allemande.

Renfloué, il est réparé dans le port de Gravelines.Il est réarmé pour la pêche côtière en 1942 par les autorités allemandes.
Après la guerre il continue à naviguer pour la pêche, disposant d'un nouveau moteur. Dans les années 1960 il est désarmé et abandonné dans une vasière de l'Aa.
Dans les années 1970 il est renfloué par un plaisancier belge qui le remet en état et le rebaptise du nom de Lorette de Gravelines. Les propriétaires successifs l'entretiennent et le rénovent. Reconverti pour la plaisance il a gardé l'authenticité de sa ligne de dundee traditionnel.
Le FRCPM projette son acquisition pour opérer sa restauration dans son chantier naval le Centre technique du patrimoine maritime de la Côte d'Opale.